# Mucuna mollissima
Mucuna mollissima är en ärtväxtart som beskrevs av Wilhelm Sulpiz Kurz. Mucuna mollissima ingår i släktet Mucuna och familjen ärtväxter. Inga underarter finns listade i Catalogue of Life.